# Sickan Carlsson

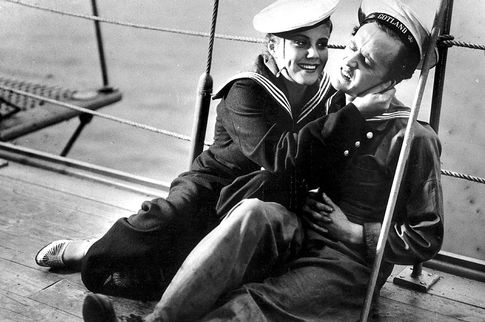
Escena de Klar till drabbning (1937), con Sickan Carlsson y Åke Soderblom

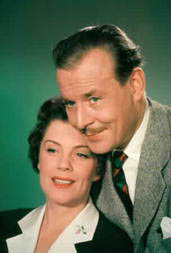
Con el actor y director Hasse Ekman a finales de los años 1950

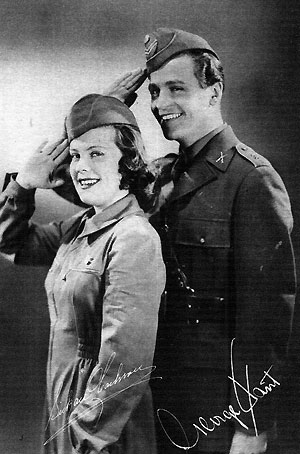
Sickan Carlsson y George Fant en Landstormens lilla argbigga (1941)

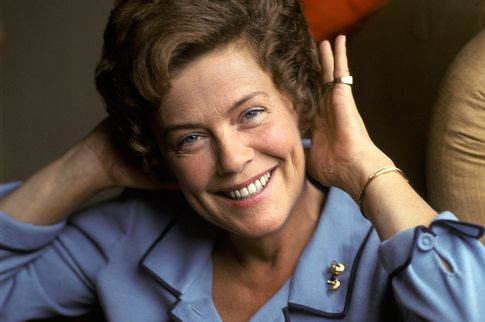
Sickan Carlsson en 1965

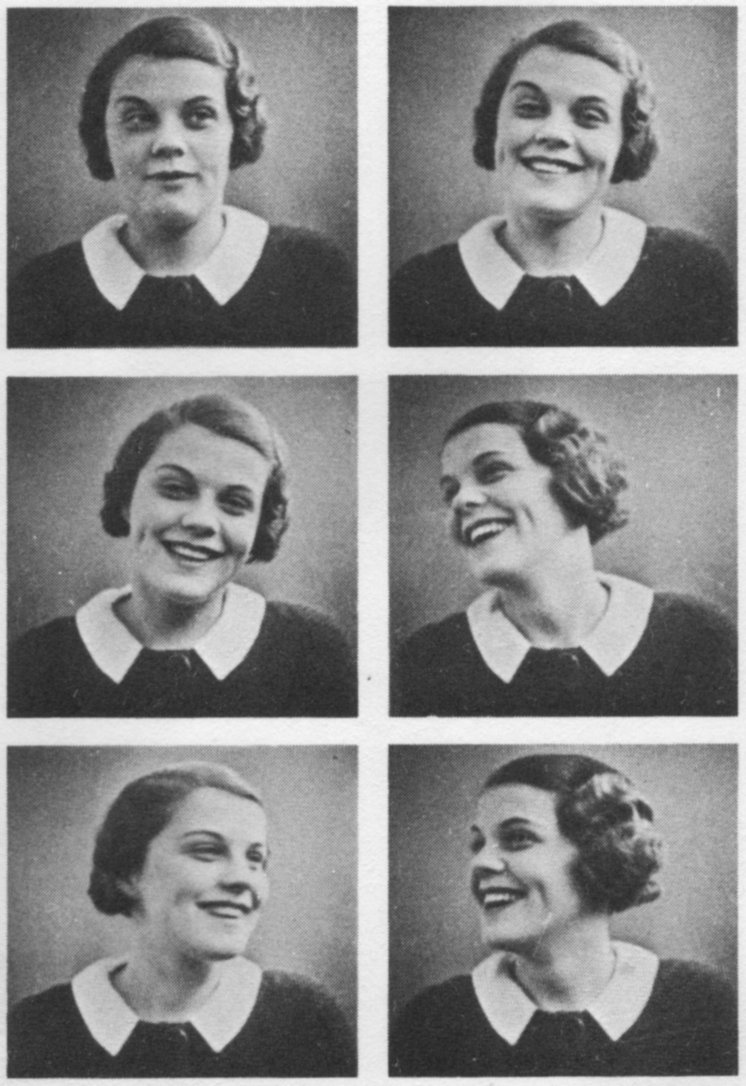
Sickan Carlsson a principios de los años 1930

Sickan Carlsson (12 de agosto de 1915 – 2 de noviembre de 2011) fue una cantante y actriz teatral, cinematográfica y televisiva de nacionalidad sueca.

## Biografía

### Inicios
Nacida en Estocolmo, Suecia, su nombre completo era Sickan Anna-Greta Carlsson. Sus padres eran el tipógrafo Witus Carlsson y su esposa Siri Lindblom, una empleada. Se crio en Estocolmo, en los barrios de Södermalm y Östermalm. Recibió su nombre como recuerdo de la actriz favorita de su padre, Sickan Castegren. Siendo joven trabajó con una tía suya en un negocio de productos lácteos.
A los diez años de edad, Carlsson actuó por vez primera en la radio. Junto a su amiga Birgit Tengroth interpretó la canción de Alice Tegnér "Blåsippor" en el programa Barnens brevlåda, presentado por Sven Jerring. En el otoño de 1930 actuó por vez primera en una revista, Typernas revy, representada en Gröna Lund. Allí, Björn Hodell, director del Södra teatern, le ofreció actuar en una revista, oportunidad que la madre de Carlsson rechazó, al encontrarse la artista todavía en la escuela. Más adelante, el director de la productora Irefilm Olof Thiel le ofreció hacer una prueba para optar a actuar en la película En stulen vals (1932). El papel principal fue obtenido por Aino Taube, y a Carlsson se le dio uno de reparto.

### Carrera
A los 16 años, Carlsson finalizó la escuela y, tras una breve actuación en el teatro de Naima Wifstrand en Vattugatan, Estocolmo, ella empezó a trabajar en el  Södra teatern en octubre de 1932. Su primera obra fue una comedia, Vi som går köksvägen, con Thor Modéen y Birgit Chenon. Luego participó en el espectáculo de Año Nuevo del Södran en 1933, Ett leende år. En febrero de 1933 firmó un contrato de tres años para trabajar con Svensk Filmindustri. Su primera película con SF fue Kära släkten (1933), con Gösta Ekman y Tutta Rolf. Comprometida con dos trabajos, durante el día rodaba cine, y por la noche trabajaba en la revista.
En el otoño de 1935 actuó en una gira con la comedia francesa Kokottskolan, dirigida por Karl Gerhard, y al siguiente año participó en la revista de Karl Gerhard Köpmännen i Nordens Venedig, representada en el Folkan. En esa época Carlsson actuó en uno o dos espectáculos de Karl Gerhard al año, ocupación que simultaneba con el cine.
En los años 1940 trabajó con frecuencia en el cine, contratada por Svensk Filmindustri. En sus películas, generalmente de carácter ligero, actuó con frecuencia junto a Thor Modéen y Åke Söderblom. 
En 1945 hizo su primera película con Schamyl Bauman como director. A lo largo de diez años rodaron un total de ocho filmes, con un gran éxito de recaudación. En su segunda cinta con Bauman, Skolka skolan (1949), ella interpretó a una niña de 19 años, a pesar de que entonces ya había cumplido los 34 años.
A principios de los años 1950, Carlsson participó en el programa radiofónico Dagens revy, un show semanal escrito por Gösta Bernhard y Stig Bergendorff. Además, en esos años hizo un programa radiofónico semanal con Kar de Mumma, Sickan och Kar de Mumma.
Mediada la década de 1950 rodó varias películas para los directores Hasse Ekman y Schamyl Bauman, entre ellas Sjunde himlen (1956), Med glorian på sned (1957) y Fröken Chic (1959). Ingmar Bergman le propuso actuar en 1958 en el Malmö Stadsteater, posibilidad que ella, aunque agardecida, rechazó. En el film de Alf Kjellin Lustgården (1961), con guion de Ingmar Bergman escrito para ella, Carlsson hizo un papel dramático, el de la camarera soltera Fanny, cuya hija era encarnada por Bibi Andersson. Lustgården fue su último papel importante. 
En 1961–1963 actuó en el Teatro Intiman de Estocolmo bajo la dirección de Hasse Ekman, y en 1967 y 1968 participó en las revistas de Kar de Mumma representadas en el Folkan. Su última película fue Charlotte Löwensköld (1979), en la cual interpretó un papel dramático. 
Carlsson grabó en disco varias de las canciones que interpretó a lo largo de su carrera en el cine, entre ellas Löjtnantshjärtan, Jag ska sjunga för dig y Jag är så glittrande glad.
A principios de los años 1990 actuó en la serie televisiva Kusiner i kubik, actuando además para asociaciones de la tercera edad junto a Annalisa Ericson. Por su carrera cinematográfica, a Carlsson se le concedió en 2005 el premio honorario Guldbagge.

### Vida privada
Carlsson se casó en septiembre de 1939 con el armador Gösta Reuter en la Iglesia Engelbrekt, en Estocolmo. Al siguiente año nació su hija Ingegerd. Tras divorciarse, en 1945 se casó con el director Åke Rapp (1914–1993), del que se divorció en 1957. Al siguiente año se casó con el empresario Sölve Adamsson, permaneciendo la pareja unida hasta la muerte de él en 1987. 
Sickan Carlsson falleció en 2011 en la Parroquia de Högalids, Södermalm, Estocolmo. Sickan Carlsson fue enterrada en el Cementerio de la Iglesia de Bromma, en Estocolmo.

## Teatro
- 1932 : Toni, de Gina Kaus, escenografía de Naima Wifstrand, Nya Intima teatern
- 1932 : Vi som går köksvägen, de Gösta Stevens, escenografía de Nils Lundell, Södra Teatern
- 1933 : Ett leende år, de Gösta Stevens y Kar de Mumma, escenografía de Björn Hodell, Södra Teatern
- 1933 : Lyckliga Jönsson, de Toralf Sandø, escenografía de Björn Hodell, Södra Teatern[5]
- 1933 : El buen soldado Švejk, de Jaroslav Hašek, escenografía de Oscar Winge, Södra Teatern[6]
- 1934 : Rapsodi i Stockholm, revista, Södra Teatern
- 1934 : Sol över Söder, revista, Södra Teatern[7]
- 1935 : Och karusellen går, revista, Södra Teatern
- 1935 : Flickan i frack, de Hjalmar Bergman, escenografía de Per Lindberg y Karl Kinch, Vasateatern[8]
- 1935 : Kokottskolan, de Karl Gerhard, gira
- 1936 : Köpmännen i Nordens Venedig, de Karl Gerhard, Folkan[9]
- 1936 : Vershuset Vita Plåstret, de Karl Gerhard, Folkan
- 1936 : Ett maskspel, de Karl Gerhard, Stora Teatern de Gotemburgo]]
- 1937 : Karl Gerhards vershus, de Karl Gerhard, Folkan[10]
- 1937 : Indiansommar, de Karl Gerhard, Folkan
- 1937 : Karl-Gerhards vårrevy, Stora Teatern
- 1938 : Vi Västerhavstorskar, de Karl Gerhard, Lorensbergsteatern
- 1938 : Höstmanöver, de Karl Gerhard, Folkan
- 1939 : Vårmanöver, de Karl Gerhard, Lorensbergsteatern
- 1945 : En förtjusande fröken, de Ralph Benatzky, escenografía de Max Hansen, Vasateatern[11]
- 1948 : Gröna hissen, de Avery Hopwood, escenografía de Martha Lundholm, Vasateatern[12]
- 1949 : Kiki, de André Picard, escenografía de Martha Lundholm, Vasateatern[13]
- 1950 : Stig Lommer-revyn, Royal
- 1951 : Skaffa mig en våning, de Doris Frankel, escenografía de Per Gerhard, Vasateatern
- 1961 : Gungstolen, de Hasse Ekman, escenografía de Hasse Ekman, Intiman[14]
- 1967 : Kyss Karlsson, de Kar de Mumma, Folkan
- 1968 : Den stora succén, de Kar de Mumma, escenografía de Hasse Ekman, Folkan

## Teatro radiofónico
- 1942 : Upp till kamp, flickor (cabaret)[15]
- 1943 : Oss flickor emellan, de Georg Eliasson[16]

## Filmografía
- 1932 : En stulen vals
- 1932 : Jag gifta mig – aldrig
- 1933 : Kära släkten
- 1934 : Simon i Backabo
- 1934 : Sången till henne
- 1935 : Kärlek efter noter
- 1935 : Smålänningar
- 1937 : Klart till drabbning
- 1937 : O, en så'n natt!
- 1937 : Ryska snuvan
- 1938 : Bara en trumpetare
- 1938 : Blixt och dunder
- 1939 : Rena rama sanningen
- 1939 : Åh, en så'n grabb
- 1939 : Landstormens lilla Lotta
- 1940 : Gentleman att hyra
- 1941 : I natt – eller aldrig
- 1941 : Landstormens lilla argbigga
- 1942 : Löjtnantshjärtan
- 1942 : Flickan i fönstret mitt emot
- 1942 : Djurgårdsmässan
- 1943 : En flicka för mej
- 1943 : Djurgårdsmässan
- 1944 : Gröna hissen
- 1944 : Hans officiella fästmö
- 1945 : Flickorna i Småland
- 1946 : Det glada kalaset
- 1947 : Bröllopsnatten
- 1947 : Pappa sökes
- 1948 : Livet på Forsbyholm
- 1949 : Jungfrun på Jungfrusund
- 1949 : Skolka skolan
- 1950 : Min syster och jag
- 1950 : Frökens första barn
- 1951 : Puck heter jag
- 1952 : En fästman i taget
- 1952 : Klasskamrater
- 1952 : Kronans glada gossar
- 1952 : Klackarna i taket
- 1954 : Dans på rosor
- 1955 : Älskling på vågen
- 1956 : Sjunde himlen
- 1957 : Med glorian på sned
- 1958 : Du är mitt äventyr
- 1959 : Fröken Chic
- 1959 : Himmel och pannkaka
- 1961 : Lustgården
- 1965 : Niklasons (TV)
- 1972 : Anderssonskans Kalle
- 1973 : Bröllopet
- 1973 : Anderssonskans Kalle i busform
- 1979 : Charlotte Löwensköld
- 1981 : Pappa och himlen
- 1982 : Strul
- 1983 : Öbergs på Lillöga (TV)
- 1992 : Kusiner i kubik (TV)